# Urrô (Arouca)
Urrô ist eine Ortschaft und Gemeinde in Portugal.

## Geschichte
Eine Besiedlung seit der Castrokultur ist durch Funde belegt, insbesondere am archäologischen Fundplatz Coto do Muro, mit den beiden Stellen Lugar da Cividade und Lugar de Campo de Abade.
Die heutige Ortschaft entstand vermutlich im Verlauf der Reconquista, als Siedlung innerhalb der Ländereien des im 10. Jahrhundert gegründeten Klosters von Arouca. Als São Miguel de Urrô war es mindestens seit 1554 eine eigene Gemeinde. Die denkmalgeschützte Gemeindekirche Igreja de São Miguel stammt aus dieser Zeit.

## Verwaltung
Urrô ist Sitz einer gleichnamigen Gemeinde (Freguesia) im Kreis (Concelho) von Arouca, im Distrikt Aveiro. In ihr leben 900 Einwohner auf einer Fläche von 11 km² (Stand 19. April 2021).
Folgende Ortschaften liegen in der Gemeinde Urrô:
- Lourosa de Matos
- Merujal
- Nogueiró
- Souto Redondo
- Urrô